# Emicho Wildgraf von Kyrburg

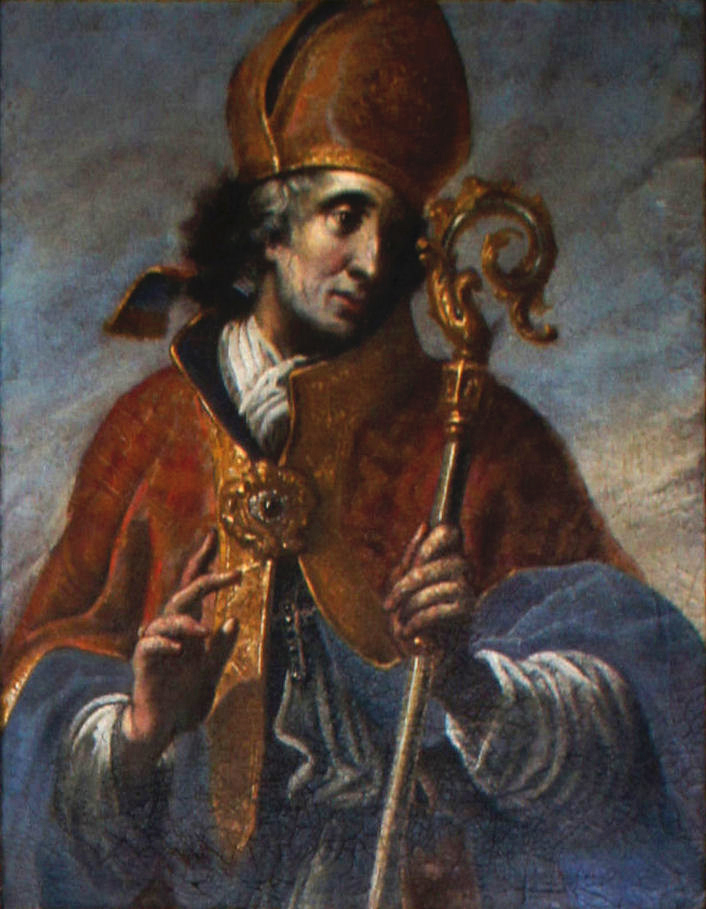
Emicho auf einem Gemälde im Fürstengang Freising

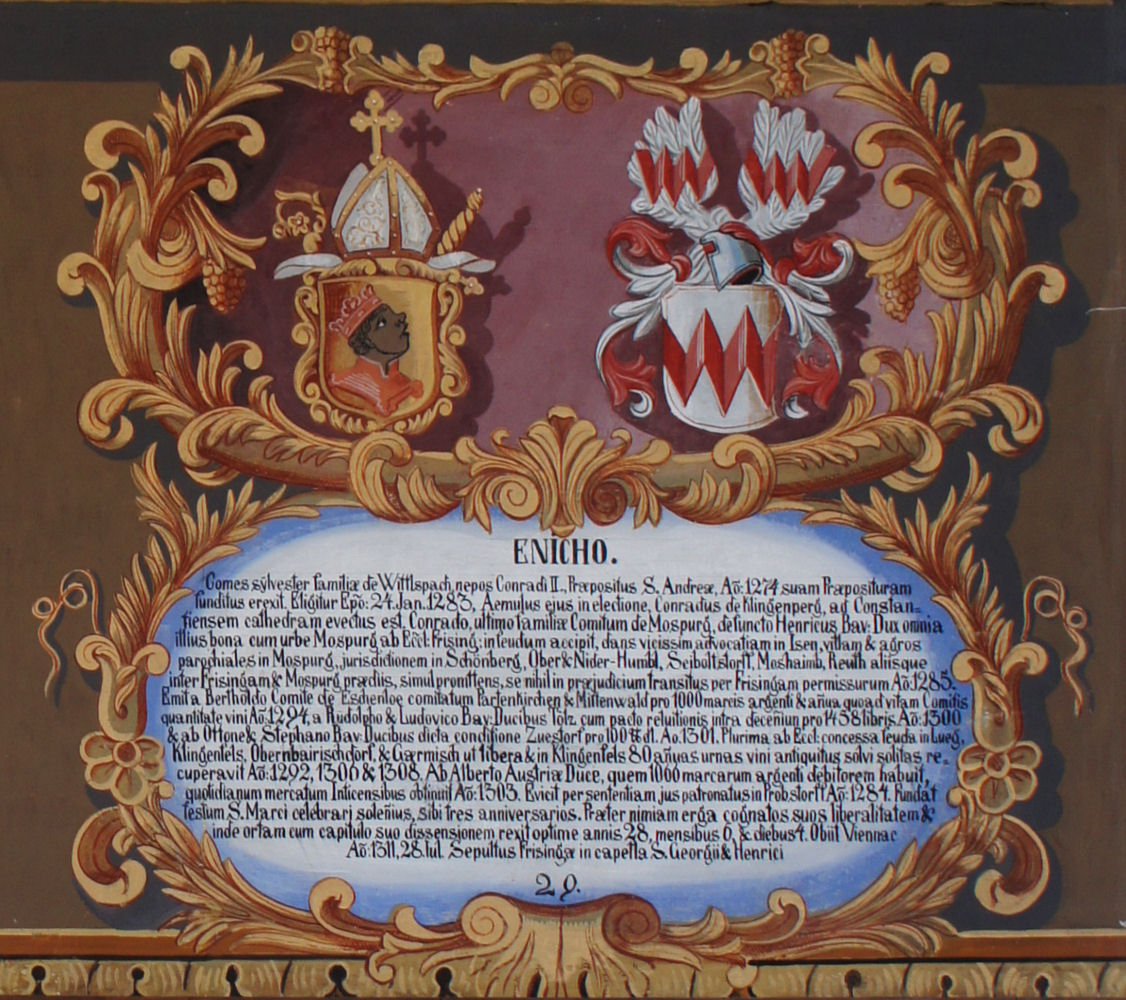
Wappentafel von Emicho im Fürstengang Freising

Wildgraf Emicho († 28. Juli 1311), aus dem Geschlecht der Wildgrafen, war in den Jahren 1283 bis 1311 der 29. Bischof von Freising und dabei erster Fürstbischof des 1294 begründeten Hochstifts Freising.

## Familie
Er war ein Sohn Emichs, Wildgraf von Kyrburg († 1289) und dessen Gattin Elisabeth von Montfort, Tochter des Grafen Hugo von Montfort und Schwester des Bischofs Heinrich I. von Chur († 1272).
Brüder seines Vaters waren Gerhard, Erzbischof von Mainz, Heinrich, Abt von St. Maximin in Trier und Konrad II., Bischof von Freising.
Emichos Bruder Friedrich Wildgraf von Kyrburg war oberdeutscher Provinzmeister des Templerordens. Dieser und seine weiteren Brüder Gerhard, Konrad, Godefrid und Hugo (Domherr zu Mainz) erscheinen urkundlich als Wohltäter der Templerkommende Kirchheim an der Weinstraße.

## Leben und Wirken
1284 erwarb er die Herrschaft Burgrain mit Markt und Stift Isen, 1294 dann die Grafschaft Partenkirchen und Mittenwald (Werdenfels). Er löste das Bistum damit von der Vogtei und dem Landgericht der bayrischen Herzöge, und der Freisinger Bischof war fortan Landesherr im Hochstift Freising. Der für die Freisinger Bischöfe typische gekrönte Mohrenkopf im Wappen, der auf die Reichsunmittelbarkeit hindeutet, erschien als gekrönter Aethiopier („caput aethiopis“) zum ersten Mal 1284 im Wappen Emichos.